# Pleuroloma plana
Pleuroloma plana är en mångfotingart som beskrevs av Shelley 1980. Pleuroloma plana ingår i släktet Pleuroloma och familjen Xystodesmidae. Inga underarter finns listade i Catalogue of Life.